# Buda
Buda (tiếng Đức: Ofen, tiếng Thổ Nhĩ Kỳ: Budin) là vùng đất phía tây thủ đô Budapest của Hungary, thuộc bờ tây sông Đa Nuýp. Cái tên Buda bắt nguồn từ tên của một thủ lĩnh người Hung là Bleda mà trong tiếng Hungary viết là Buda.

## Thành phố kết nghĩa
- Capestrano, Ý